# Marañón (Navarra)
Marañón ist ein Ort und eine Gemeinde (municipio) mit nur noch 50 Einwohnern (Stand: 2024) im spanischsprachigen Teil der Autonomen Gemeinschaft Navarra.

## Lage und Klima
Der Ort Marañón liegt im Tal des Río Ega im äußersten Westen der Autonomen Region Navarra in einer Höhe von etwa 625 m. Knapp 48 km (Fahrtstrecke) trennen den Ort von der nordwestlich gelegenen Großstadt Vitoria-Gasteiz; die Stadt Logroño ist nur ca. 31 km in südlicher Richtung entfernt. Das Klima ist gemäßigt bis warm; Regen (ca. 700 mm/Jahr) fällt überwiegend im Winterhalbjahr.

## Bevölkerungsentwicklung
| Jahr      | 1857 | 1900 | 1950 | 2000 | 2018 |
| Einwohner | 263  | 219  | 255  | 72   | 52   |

Die Reblauskrise im Weinbau, die zunehmende Mechanisierung der Landwirtschaft, die Aufgabe bäuerlicher Kleinbetriebe und der daraus entstandene Mangel an Arbeitsplätzen haben seit den 1950er Jahren zu einem deutlichen Rückgang der Einwohnerzahlen geführt.

## Wirtschaft
An erster Stelle im Wirtschaftsleben der Gemeinde steht traditionell die Landwirtschaft und hier vor allem die Viehzucht (Schafe, Ziegen, Kühe). In geschützten Lagen wurden früher auch Weizen, Gerste, Wein sowie Gemüse kultiviert; später kamen Kartoffeln hinzu. Heute werden auch Ferienwohnungen (casas rurales) vermietet.

## Geschichte

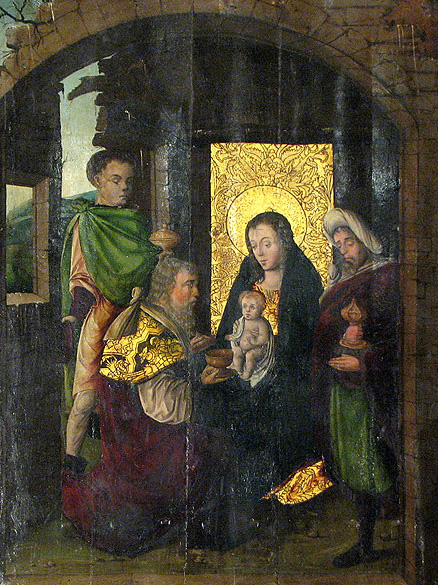
Anbetung der Könige (Detail aus dem Altar)

Keltiberische, römische, westgotische und selbst islamisch-maurische Spuren wurden auf dem Gemeindegebiet bislang nicht entdeckt. Eine militärische Rückeroberung (reconquista) war wohl nicht vonnöten. Im 10. oder 11. Jahrhundert wurde der Platz im Rahmen der Wiederbesiedlungspolitik der navarresischen Könige (repoblación) erneut besiedelt; auf einem Felsen hoch über dem Ort entstand eine Burg (castillo). Im Jahr 1076 vereinte der leonesische König Alfons VI. sein Herrschaftsgebiet mit dem Königreich Kastilien und Galicien und streckte seine Fühler auch nach Navarra aus. Fortan blieb die Westgrenze Navarras noch mehrere hundert Jahre umkämpft; dieser Zustand entspannte sich erst allmählich nach dem Jahr 1512, in welchem der Katholische König Ferdinand II. von Aragón den südlich der Pyrenäen gelegenen Teil Navarras eroberte.

## Sehenswürdigkeiten
- Von der mittelalterlichen Burg sind nur noch wenige Reste zu sehen.
- Die einschiffige Iglesia Nuestra Señora de la Asunción ist der Himmelfahrt Mariens geweiht; der Bau zeigt spätromanische Teile (Portal) ebenso wie gotische (Spitzbögen, Gewölberippen). Aus den ersten Jahren des 16. Jahrhunderts stammt das Altarretabel (retablo) mit Szenen aus dem Marienleben und der Passion Christi – ein Meisterwerk flämischer oder flämisch beeinflusster Mal- und Schnitzkunst.